# Louis-Prix Varé
Louis-Prix Varé, né le 21 janvier 1766 à Versailles dans les Yvelines et mort le 14 mars 1807 à Thorn en Pologne, est un général français de la Révolution et de l’Empire.

## Biographie
Il entre en service le 5 août 1782 comme soldat au régiment de Condé dragons Devenu brigadier le 15 juillet 1785, il passe maréchal des logis le 16 octobre suivant avant d'obtenir son congé le 20 avril 1788. Il reprend du service le 14 juillet 1789 en qualité de sous-lieutenant dans la Garde nationale de Versailles, puis passe aide-major quelque temps après. Le 12 juillet 1790, il est nommé lieutenant de grenadiers et est nommé, le 19 octobre 1791, chef du 4e bataillon de volontaires de Seine-et-Oise. De 1792 à 1796, il sert à l’armée de la Moselle et à l’armée du Nord. Il prend part à la bataille de Hondschoote le 8 septembre 1793 et est nommé chef de brigade le 20 août 1794 à la 43e demi-brigade de première formation. Le 14 juin 1796, il prend le commandement de la 54e demi-brigade de deuxième formation De 1796 à 1801, il sert successivement aux armées de Batavie et du Rhin.
Le 3 décembre 1800, il participe à la bataille de Hohenlinden puis rejoint le général Augereau à l’armée de Batavie le 23 septembre 1801. En 1802, il fait partie des effectifs prévus pour participer à l’expédition en Louisiane sous le commandement du général Victor, mais l’expédition n’ayant pas lieu, il est affecté en Hanovre. Il est promu général de brigade le 29 août 1803 au camp militaire de Bayonne ; le 16 novembre 1803, il rejoint le camp de Brest. Il est également fait chevalier de la Légion d’honneur le 11 décembre 1803 et commandeur de l’ordre le 14 juin 1804. En juin 1805, Varé est attaché à la 2e division dans le corps d’armée du maréchal Augereau : le 12 septembre 1805, il commande la 3e brigade de la division du général Saint-Hilaire au IVe corps de la Grande Armée. Il se distingue à la bataille d'Austerlitz le 2 décembre 1805 et est blessé d’un coup de feu à la jambe gauche à la bataille d'Eylau le 8 février 1807.
Il meurt le 14 mars 1807 à Thorn, des suites de ses blessures reçues à la bataille d’Eylau.

## Sources
- (en) « Generals Who Served in the French Army during the Period 1789 - 1814: Eberle to Exelmans »
- Thierry Pouliquen, « Les généraux français et étrangers ayant servis [sic] dans la Grande Armée » (consulté le 29 mars 2015)
- A. Lievyns, Jean Maurice Verdot, Pierre Bégat, Fastes de la Légion-d'honneur, biographie de tous les décorés accompagnée de l'histoire législative et réglementaire de l'ordre, Tome 4, Bureau de l’administration, 1844, 640 p. (lire en ligne), p. 89.
- (pl) « Napoléon.org.pl »
- Galeries historiques du Palais de Versailles, tome VI, 1840, 468 p. (lire en ligne), p. 69